# Shigehiko Hasumi
Shigehiko Hasumi (alternativ Shiguehiko sau Shiguéhiko) (蓮實 重彦 Hasumi Shigehiko?, n. 29 aprilie 1936, Roppongi⁠(d), Tōkyō, Japonia) este un critic de film și profesor universitar japonez specializat în literatura franceză. A fost rector al Universității din Tokyo din 1997 până în 2001.

## Biografie
S-a născut în anul 1936. Tatăl său, Shigeyasu (1904-1979), a fost profesor de istoria artei la Universitatea din Kyoto. Shigehiko a absolvit studii de literatura franceză la Universitatea din Tokyo în 1960 și apoi a urmat studii la Universitatea Sorbona din Paris în perioada 1962-1965, unde a pregătit o teză de doctorat în literatura franceză referitoare la romanul Doamna Bovary (1869) al lui Gustave Flaubert, pe care a susținut-o la Sorbona în 1965 și a publicat-o ulterior, în anul 2014, într-o versiune lărgită sub titlul Bovaly Fujin Ron. S-a căsătorit cu Chantal Van Melkebeke, o învățătoare originară din Belgia. În 1970 a devenit conferențiar la Colegiul de Arte și Științe al Universității din Tokyo și a fost promovat la gradul de profesor universitar în 1988. A îndeplinit funcția de decan al Colegiului de Arte și Științe (1993-1995) și apoi a fost vicerector (1995-1997) și rector al Universității din Tokyo (1997-2001).
În calitate de traducător al textelor lui Gilles Deleuze, Jacques Derrida și Roland Barthes, Hasumi a contribuit în mod decisiv la introducerea teoriei poststructuraliste franceze în Japonia, devenind cunoscut ca un reprezentant al postmodernismului. S-a remarcat, de asemenea, ca un critic de film influent și a publicat o serie de monografii despre regizorii Yasujirō Ozu, Sadao Yamanaka, John Ford, Howard Hawks și Jean Renoir. A promovat creațiile unor regizori noi precum Takeshi Kitano. Mai mulți dintre studenții săi, inclusiv Kiyoshi Kurosawa, Shinji Aoyama, Kunitoshi Manda, Masayuki Suo și Makoto Shinozaki, au devenit ei înșiși regizori. Profesorul Hasumi l-a invitat în Japonia pe regizorul elvețian Daniel Schmid, cu care a legat o strânsă prietenie.
Shigehiko Hasumi a fost distins în anul 2016 cu Premiul Yukio Mishima pentru romanul Hakushaku Fujin („Ducesa”).
Prenumele său a fost ortografiat în mod diferit în alfabetul latin ca Shigehiko, romanizarea Hepburn standard, Shiguehiko și Shiguéhiko în publicațiile traduse. De exemplu, numele său este înscris Shiguéhiko Hasumi în monografia regizorului Yasujirō Ozu (atât în versiunea originală japoneză, cât și în traducerea franceză), în timp ce în multe traduceri ale cărților sale este înscrisă forma Shigehiko Hasumi.

## Scrieri (selecție)
- Hihyō Aruiwa Kashi no Saiten (1974)
- Han Nihongo Ron (1977)
- Natsume Sōseki Ron (1978)
- Eiga no Shinwagaku (1979)
- Eizō no Shigaku (1979)
- Hyōsō Hihyō Sengen (1979)
- Cinema no Kioku Sōchi (1979)
- Eiga: Yūwaku no Ekurichūru (1983)
- Kantoku Ozu Yasujirō (1983)
- Monogatari Hihan Josetsu (1985)
- Kanbotsu Chitai (1986)
- Bonyō na Geijutsuka no Shōzō (1988)
- Shōsetsu Kara Tōku Hanarete (1989)
- Teikoku no Inbō (1991)
- Hollywood Eigashi Kōgi (1993)
- Zettai Bungei Jihyō Sengen (1994)
- Tamashii no Yuibutsuronteki na Yōgo no Tame ni (1994)
- Opera Opérationnelle (1994)
- Watakushi ga Daigaku ni Tsuite Shitteiru Ni San no Kotogara (2001)
- Supōtsu Hihyō Sengen (2004)
- Eiga e no Fujitsunaru Sasoi (2004)
- Miserarete: Sakka Ronshū (2005)
- Godāru Kakumei (2005)
- Hyōshō no Naraku (2006)
- Aka no Yūwaku (2007)
- Eiga Hōkai Zenya (2008)
- Eigaron Kōgi (2008)
- Godāru Mane Fūkō (2008)
- Zuisō (2010)
- Eiga Jihyō 2009-2011 (2012)

## Legături externe
- Mube.jp, un website coordonat de Hasumi, care conține unele din eseurile sale
- Shigehiko Hasumi la Internet Movie Database